# Puchar Świata w Zapasach 2007 – styl wolny kobiet
Zawody Pucharu Świata w 2007 roku w stylu wolnym kobiet odbyły się pomiędzy 22–23 marca w Krasnojarsku w Rosji.

## Ostateczna kolejność drużynowa
| Poz. | Państwo           |
| ---- | ----------------- |
|      | Chiny             |
|      | Japonia           |
|      | Rosja             |
| 4.   | Białoruś          |
| 5.   | Stany Zjednoczone |
| 6.   | Niemcy            |

## Wyniki

### Grupa A
| Grupa A              |
| -------------------- |
| 1. Chiny             |
| 2. Rosja             |
| 3. Stany Zjednoczone |

### Mecze
- Chiny -  Stany Zjednoczone 4-3
- Chiny -  Rosja 4-3
- Rosja -  Stany Zjednoczone 4-3

### Grupa B
| Grupa B     |
| ----------- |
| 1. Japonia  |
| 2. Białoruś |
| 3. Niemcy   |

### Mecze
- Japonia -  Białoruś 6-1
- Japonia -  Niemcy 6-1
- Białoruś -  Niemcy 4-3

### Finały
- 5-6  Stany Zjednoczone -  Niemcy 7-0
- 3-4  Rosja -  Białoruś 5-2
- 1-2  Chiny -  Japonia 6-1

## Klasyfikacja indywidualna
| Waga  |                  |                       |                  | 4                  | 5                    | 6                   | 7                |
| ----- | ---------------- | --------------------- | ---------------- | ------------------ | -------------------- | ------------------- | ---------------- |
| 48 kg | Yuri Kai         | Mary Kelly            | Łorisa Oorżak    | Ren Xuecheng       | Maryna Markiewicz    | Brigitte Wagner     | ----             |
| 51 kg | Patricia Miranda | Zamira Rachmanowa     | Ninako Hattori   | Li Xiaomei         | Alexandra Engelhardt | Tacciana Hryhorjewa | Alona Adaszynska |
| 55 kg | Xu Li            | Marija Iwanowa        | Marcie Van Dusen | Chikako Matsukawa  | Natalja Karamczakowa | Jessica Bechtel     | ----             |
| 59 kg | Sara McMann      | Kei Yamana            | Sun Dongmei      | Christiane Knittel | Łarisa Kanajewa      | Tatyana Bokhan      | Marija Smolakowa |
| 63 kg | Jing Ruixue      | Mio Nishimaki         | Alona Kartaszowa | Randi Miller       | Wolha Chilko         | Anna Połowniewa     | Stéphanie Gross  |
| 67 kg | Zhang Fengliu    | Jelena Pieriepielkina | Iryna Cyrkiewicz | Yoshiko Inoue      | Cathrine Downing     | Anna Szamowa        | Maria Müller     |
| 72 kg | Giuzel Maniurowa | Anita Schätzle        | Wang Xu          | Darja Nazarowa     | Wasilisa Marzaluk    | Iris Smith          | Mami Shinkai     |